# Тисівці (зупинний пункт)
Ти́сівці — пасажирський залізничний зупинний пункт Івано-Франківської дирекції Львівської залізниці на неелектрифікованій лінії Чернівці-Північна — Багринівка між станціями Великий Кучурів (3 км) та Глибока-Буковинська (14 км). Розташований в селі Тисовець Чернівецького району Чернівецької області.

## Пасажирське сполучення
На зупинному пункті Тисівці зупиняються приміські поїзди сполученням Чернівці — Вадул-Сірет.
До 18 березня 2020 року курсував вантажно-пасажирський поїзд сполученням Чернівці — Сторожинець, який був скасований через пандемію на COVID-19 та досі рух поїзда так і не відновлено.